# 亚沙尔·多乌
亚沙尔·多乌（土耳其語：Yaşar Doğu，1913年—1961年1月8日），土耳其男子摔跤运动员。他曾代表土耳其参加1948年夏季奥林匹克运动会摔跤比赛，获得男子自由式次中量级金牌。